# Amathusia oracsis
Amathusia oracsis är en fjärilsart som beskrevs av Hans Fruhstorfer 1905. Amathusia oracsis ingår i släktet Amathusia och familjen praktfjärilar. Inga underarter finns listade i Catalogue of Life.